# Kızılkaş, Sarıçam
Kızılkaş là một xã thuộc huyện Sarıçam, tỉnh Adana, Thổ Nhĩ Kỳ. Dân số thời điểm năm 2009 là 1.501 người.